# Fahrgastinformationssystem

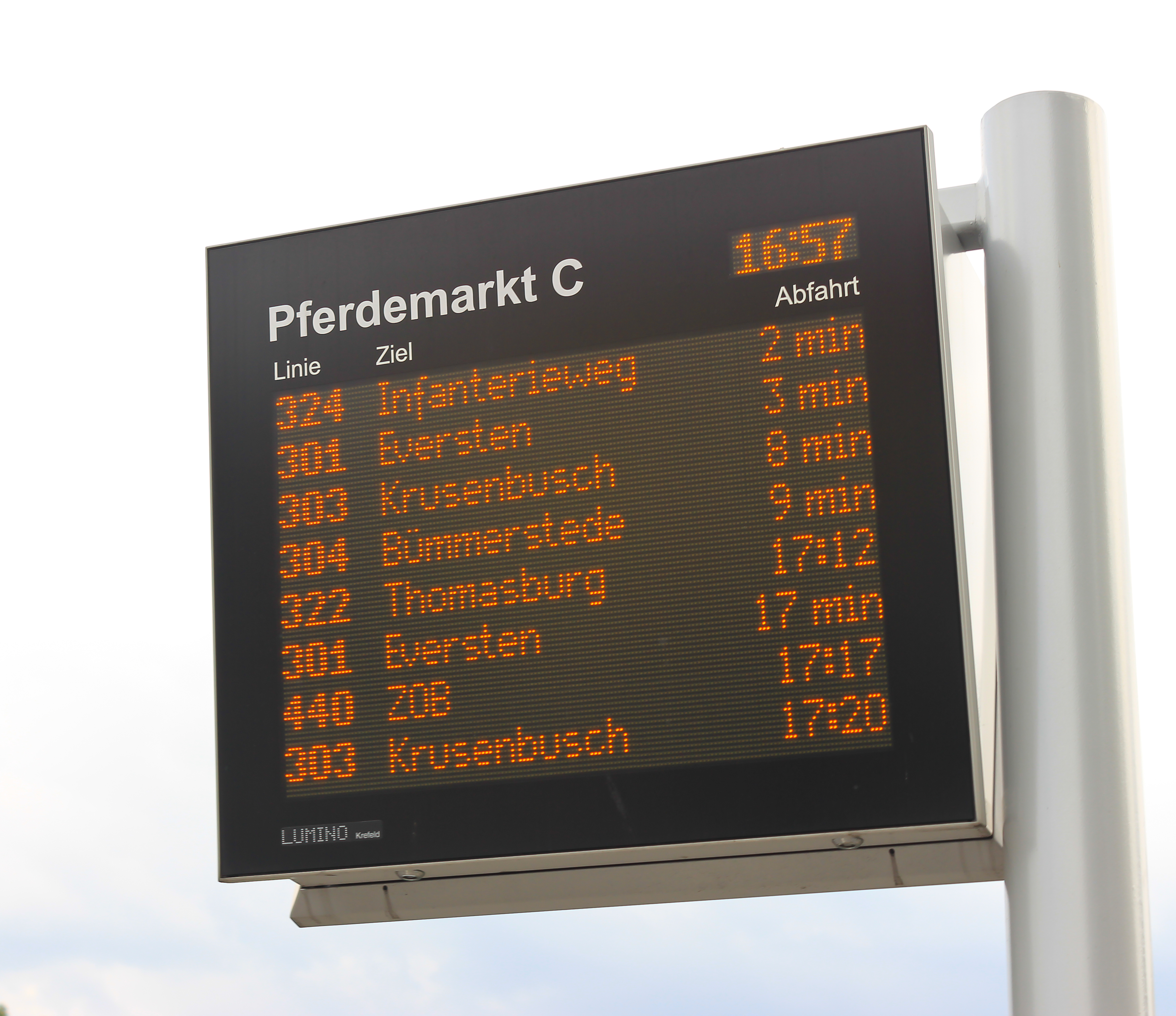
Anzeige eines Fahrgastinformationssystems an einer Bushaltestelle in Oldenburg

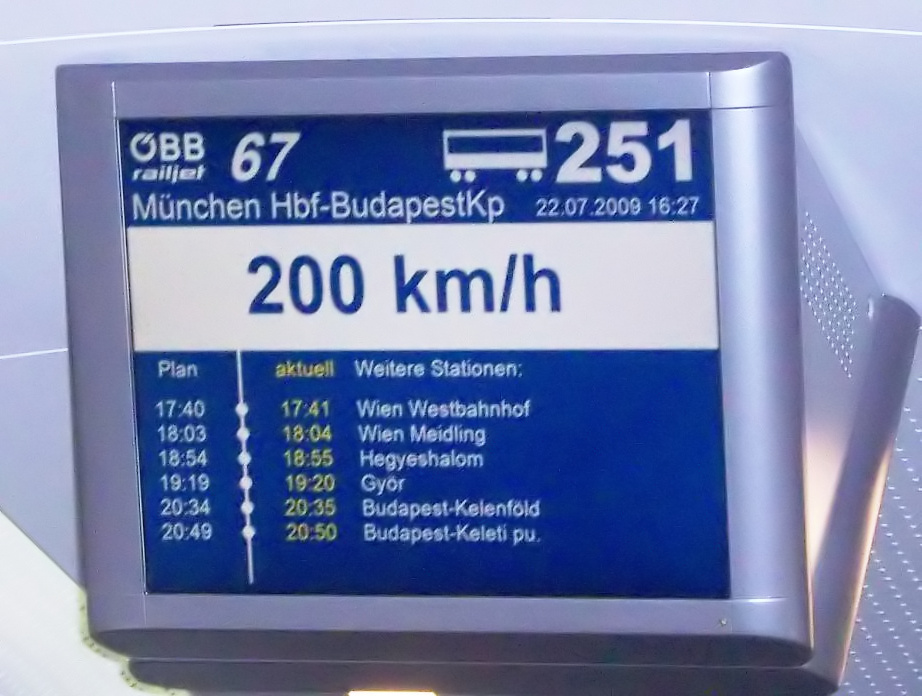
Fahrgastfernsehen als Fahrgastinformationssystem in einem ÖBB railjet. Mittlerweile wurde die Software geändert.

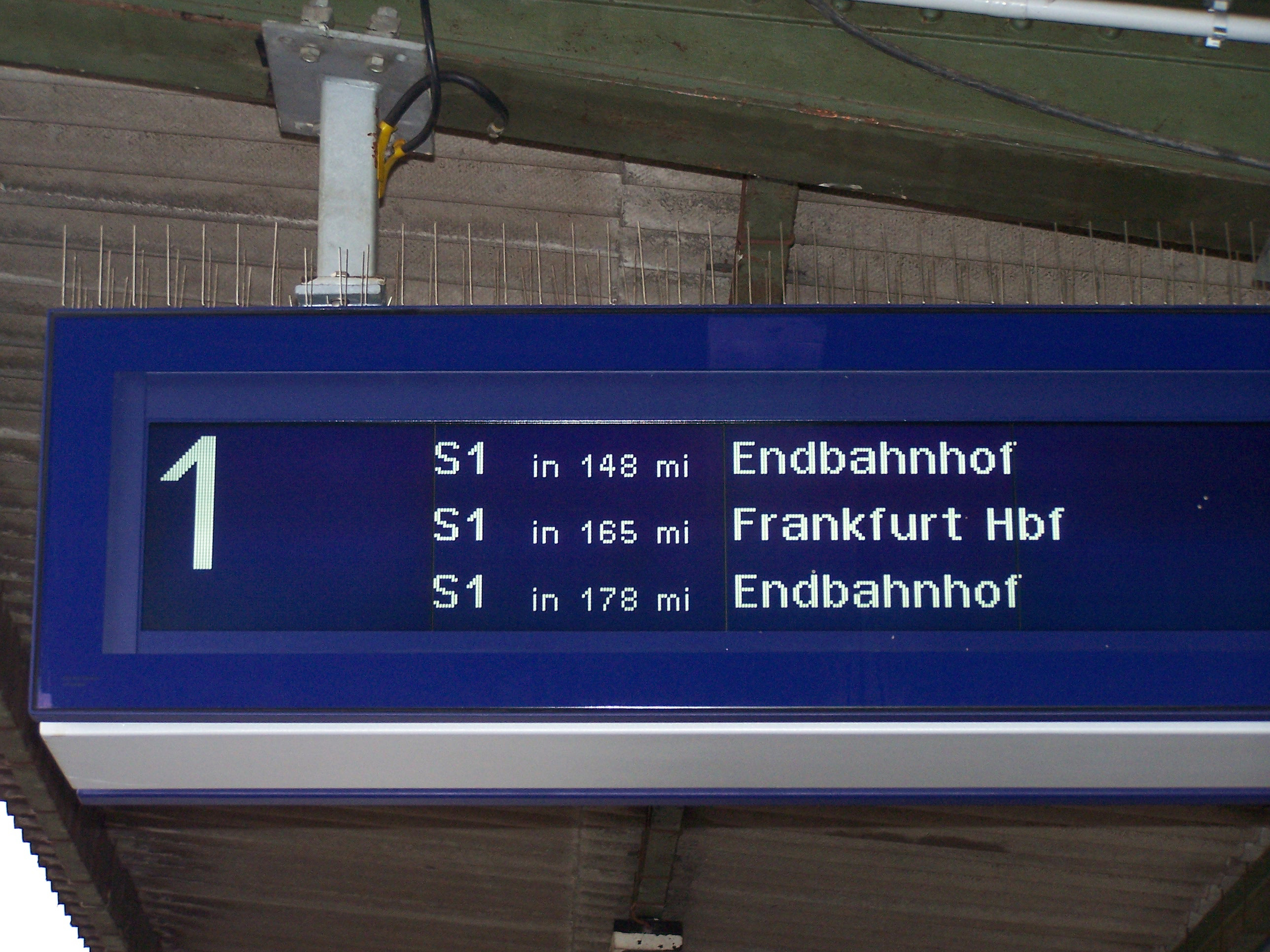
Fahrgastinformation im Bahnhof Frankfurt (Main) Höchst

Ein Fahrgastinformationssystem (FIS) ist ein elektronisches Informationssystem für Fahrgäste des Öffentlichen Personennah- (ÖPNV) und Fernverkehrs (SPFV). Es geht über die reine Fahrplaninformation hinaus. Ziel ist, den Fahrgästen eine Informationsplattform anzubieten, über die er sich umfassend über den ÖPNV in seinem Gebiet informieren kann. Es umfasst u. a. Liniennetzpläne, Fahrplanbücher und -karten, Hinweisschilder (Piktogramme) zu den Haltestellen (und Umgebungspläne), übersichtliche Fahrplanaushänge, Verspätungs-, Anschluss- und Tarifinformationen (vgl. dazu Nachtbus, ÖPNV-Sonderformen). In den Fahrzeugen erfolgt eine Haltestelleninformation per Lautsprecher und außerdem mit Display oder Monitor (hierbei können auch die nachfolgenden Haltestellen und das Endziel angezeigt werden).
Zu den Informationen vor Ort gehören Anzeigetafeln, Fahrzielanzeigen, vor allem aber auch geeignete Echtzeit-Informationen. Diese sind unaufgefordert bei jeder Abweichung vom abgedruckten Wunschfahrplan abzugeben; im Sinne der Verfügbarkeit steht der Anbieter hier in der Bringschuld. Genannte Forderung entsteht seitens vorhandener oder potenzieller Fahrgäste bei Baustellen, Umleitungen / Ersatzverkehren, Verspätungen und Ausfällen. Die Deutsche Bahn praktiziert dies mit ihrem Reisenden-Informations-System (RIS).

## Anforderungen

### Informationsumfang
Diesen Service sollte ein Fahrgastinformationssystem bieten:
- Erteilen von Auskünften zu Abfahrtszeiten nach Fahrplan und der aktuellen Verspätungslage
- Erstellen von persönlichen Fahrplänen (individueller Fahrplan für eine bestimmte Strecke zwischen Start und Ziel zu einer bestimmten Zeit)
- Erstellen von Aushangfahrplänen
- Erstellen von Linienfahrplänen, wie man ihn aus einem gedruckten Fahrplanbuch kennt
- Erstellen von Umgebungsplänen von Start-, Umsteige- und Zielorten (in aller Regel Haltestellen)
- Erteilen von Tarifauskünften
- Erstellen elektronischer Fahrkarten
- Erteilen von Anschlussinformationen
- Erteilen von Störungsinformationen z. B. bei Umleitungen, Ersatzverkehren, Verspätungen, Ausfällen …(Information vor Ort oder persönliche Information bei registrierten Kunden)
- Erteilen von Auskünften bei Abweichungen vom Regelfahrplan etwa bei Baustellen

### Ausgabemedien

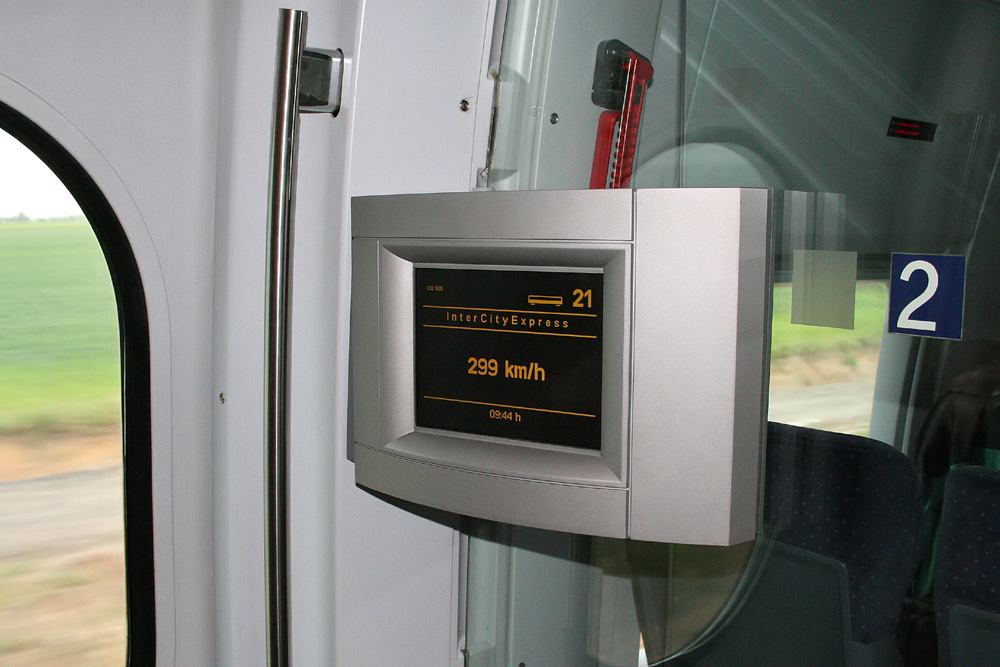
Ein Display des Fahrgastinformationssystems im ICE 3

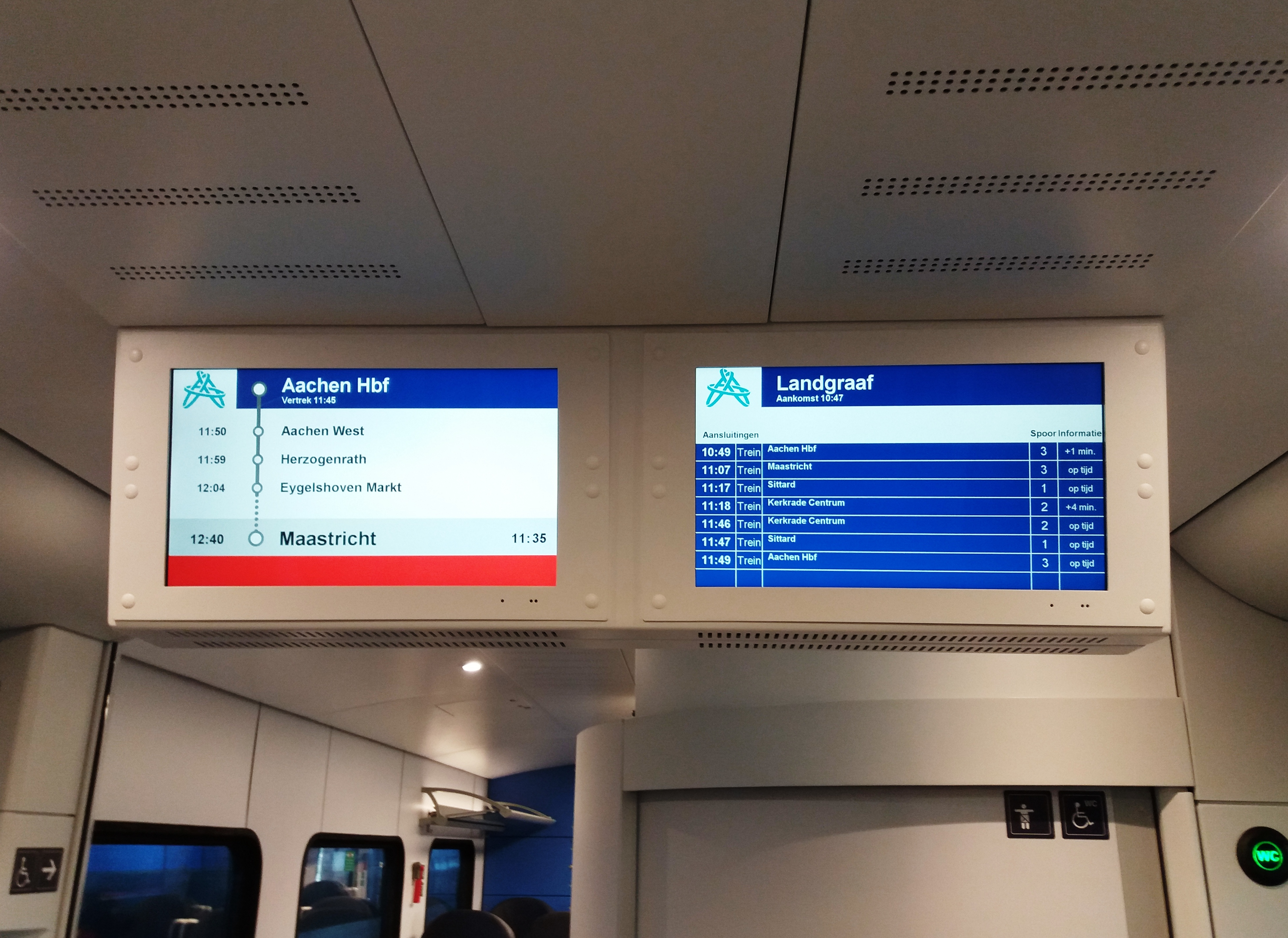
Arriva Niederlande: dreisprachigen Fahrgastinformationssystem im LIMAX

Informationen sollten sowohl auf einem geeigneten elektronischen Medium als auch als Druckstück geliefert werden. Geeignete elektronische Techniken und Dienste können sein:
- Telefon (Sprachdialogsystem)
- Touchscreen zur Selbstbedienung (z. B. in Kundenbüros und an Fahrkartenautomaten)
- Internet
- Smartphone / PC
- Mobiltelefon (SMS)
- Dynamische Fahrgastinformation
- Anzeigetafeln in Bahnhöfen oder an Haltestellen (Abfahrtstafel, Zugzielanzeiger)
- Displays oder Anzeigen in Bussen, Zügen usw.

### Weitere Anforderungen
Weitere Anforderungen an ein Fahrgastinformationssystem:
- Es sollte Informationen für Behinderte bereitstellen
- Die Informationen sollten immer aktuell sein
- Informationen sollten mehrsprachig gegeben werden können
- Informationen sollten adressengenau gegeben werden können
- Die Antwortzeiten sollten angemessen sein

## Anwendungen
Ein Fahrgastinformationssystem dient zur Vorausplanung einer Reise (vor dem Reisebeginn), zur Information vor Ort (am Abfahrtsbahnhof, Starthaltestelle) und während der Reise selbst. Auch die Informationen am und im Verkehrsmittel (Fahrzeug) gehören dazu, also z. B. Linienbezeichnung, Fahrtziel, akustische und optische Haltestelleninformationen, Anschlusshinweise.

### Öffentlicher Personennahverkehr

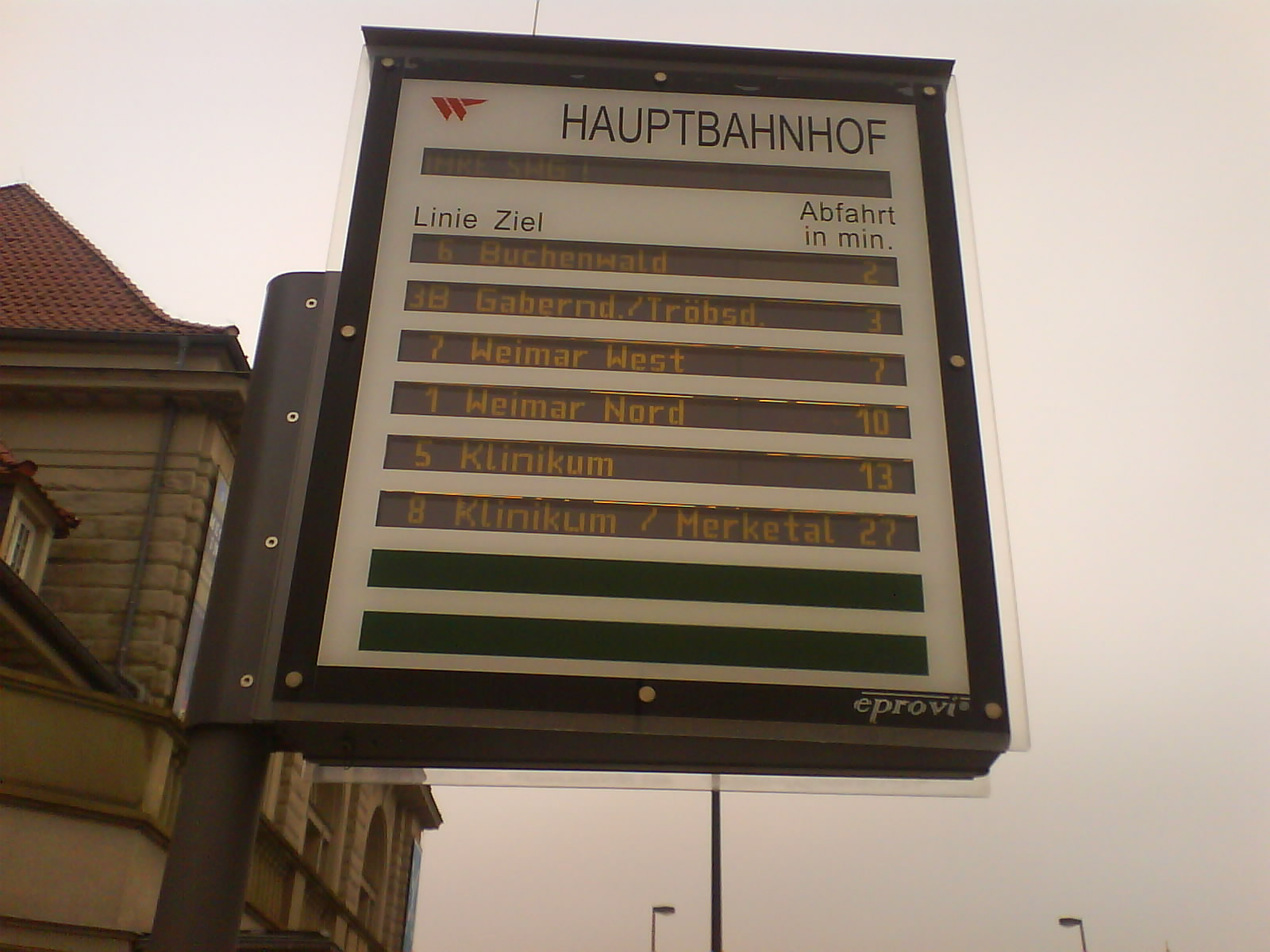
Elektronisches Fahrgastinformationssystem in Weimar aus den 90er Jahren

- siehe Dynamische Fahrgastinformation (DFI) und
- Hamburger Hochbahn: Fahrgastinformations- und Managementsystem (HHA) und GEOFOX.

### Schienenverkehr der Deutschen Bahn
Die Deutsche Bahn AG betreibt ein ReisendenInformationsSystem (RIS). Im Netz der DB AG geben dabei vielerorts Zugnummern-Meldeanlagen die aktuellen Positionen von Zügen automatisch an die Transportleitung weiter; vereinzelt ist noch eine manuelle Eingabe von Daten erforderlich. Dort werden auf Basis der Ist- und Soll-Durchfahrzeiten Prognosen über die weiteren Ankunfts- und Abfahrtszeiten errechnet und auf einem zentralen RIS-Server hinterlegt; auch manuelle Angaben von voraussichtlichen Verspätungen sind möglich. Seit Mitte 2015 wurde ein neuer Prognoseautomat namens RAP entwickelt, der auf Basis komplexer Statistiken genauere Werte liefern soll. RAP ging Mitte 2016 in Betrieb. Zusätzlich liefert ISTP (Informationssystem Transportleitung Personenverkehr) eigene Prognosen aufgrund der aktuellen bundesweiten Betriebslage.
RIS besteht aus einem Verbund von Systemen. Kern ist der RIS Server (RISS). Von ihm werden die Daten an verschiedene Abnehmer, beispielsweise Zugbegleiter, Bahnhöfe (z. B. auch für Ansagen) sowie örtlich besetzte Stellwerke und Betriebszentralen, weiterverteilt. Zukünftig sollen auch bahnfremde Unternehmen Daten an das RIS-System der DB AG liefern.
Minutengenaue Werte stellt die Deutsche Bahn Fahrgästen über ein Internetportal zur Verfügung. In den Fahrplanauskunftssystemen von VRR und VRS werden die RIS-Daten ebenfalls verarbeitet.
Die Daten können auch auf mobilen Endgeräten (z. B. Mobiltelefonen) aktuell abgefragt werden.
Nach einem Pilotprojekt seit 1999 kündigte die Deutsche Bahn die Einführung des RIS im Frühjahr 2003 an. Insgesamt sollten darin 220 Millionen Euro investiert werden. Davon entfielen 120 Millionen Euro auf den Zeitraum bis zum Jahresende 2004. Bis Ende 2003 sollten alle Hauptstrecken, bis 2008 das Gesamtnetz integriert werden.
Die für RIS verwendeten mobilen Geräte der Zugbegleiter basierten von Beginn an auf NOKIA-Plattformen (Nokia Communicator Modelle 9110, 9210i, 9300(i) und E90, in der Pilotphase auf Geos und später auf Symbian-Plattform mit Betriebssystemversionen S80 und S60). Nachdem NOKIA die Einstellung der Communicator-Baureihe entschied, wurde seitens der Deutschen Bahn die Plattformstrategie ab Mitte 2009 überdacht und eine Entscheidung zugunsten Android gefällt. Nach Portierung auf Android seit August 2009 und Betatest seit Dezember 2009 startete im Mai 2010 die Verteilung (engl. „deployment“) des RIS-Communicators V auf Basis des HTC Desire. Seither wurden in einer Übergangsphase die ca. 8500 Zugbegleiter durch Austausch der mobilen Endgeräte sukzessive von Symbian auf Android migriert.
Im November 2015 wurde RIS Server 7 verteilt. Das System ist wesentlich skalierbarer als sein Vorgänger. Es nutzt parallele Eingangs- und Ausgangsqueues, um mit anderen Systemen zu kommunizieren. So werden Daten von RSL und ISTP aufgenommen und verarbeitet. Informationen werden an Schnittstellenpartner über sogenannte RISML (ein XML-Format für Reisendeninformation) in Queues bereitgestellt. Die Nachrichtenverarbeitung erfolgt dann in parallelen Prozessen. RIS 7 soll so das Nachrichtenvolumen aller Verkehre inklusive des ÖPNV verarbeiten können.

### Systemübergreifend
- DELFI: Deutschlandweite Fahrgastinformation von Haus zu Haus.
- DEFAS Bayern: Bayernweite, unternehmensübergreifende Echtzeitdatenfahrplaninformation.